# Shu (kinesisk mytologi)
Shu (儵) är i den kinesiska mytologins kosmogoni den södra kejsaren, rival till den nordlige Hu.
I slutet av en kaotisk era möter Shu norra kejsaren Hu hos den mellersta sfärens kejsare Hundun. Deras återgäldande av Hunduns gästfrihet är det som leder till de fasta strukturerna som utgör den nya eran.